# The Winery Dogs
The Winery Dogs (рус.  «Собаки винодельни») — американская супергруппа, созданная в Нью-Йорке в 2011 году барабанщиком Майком Портным, басистом Билли Шихэном и гитаристом Ричи Коценом.

## История

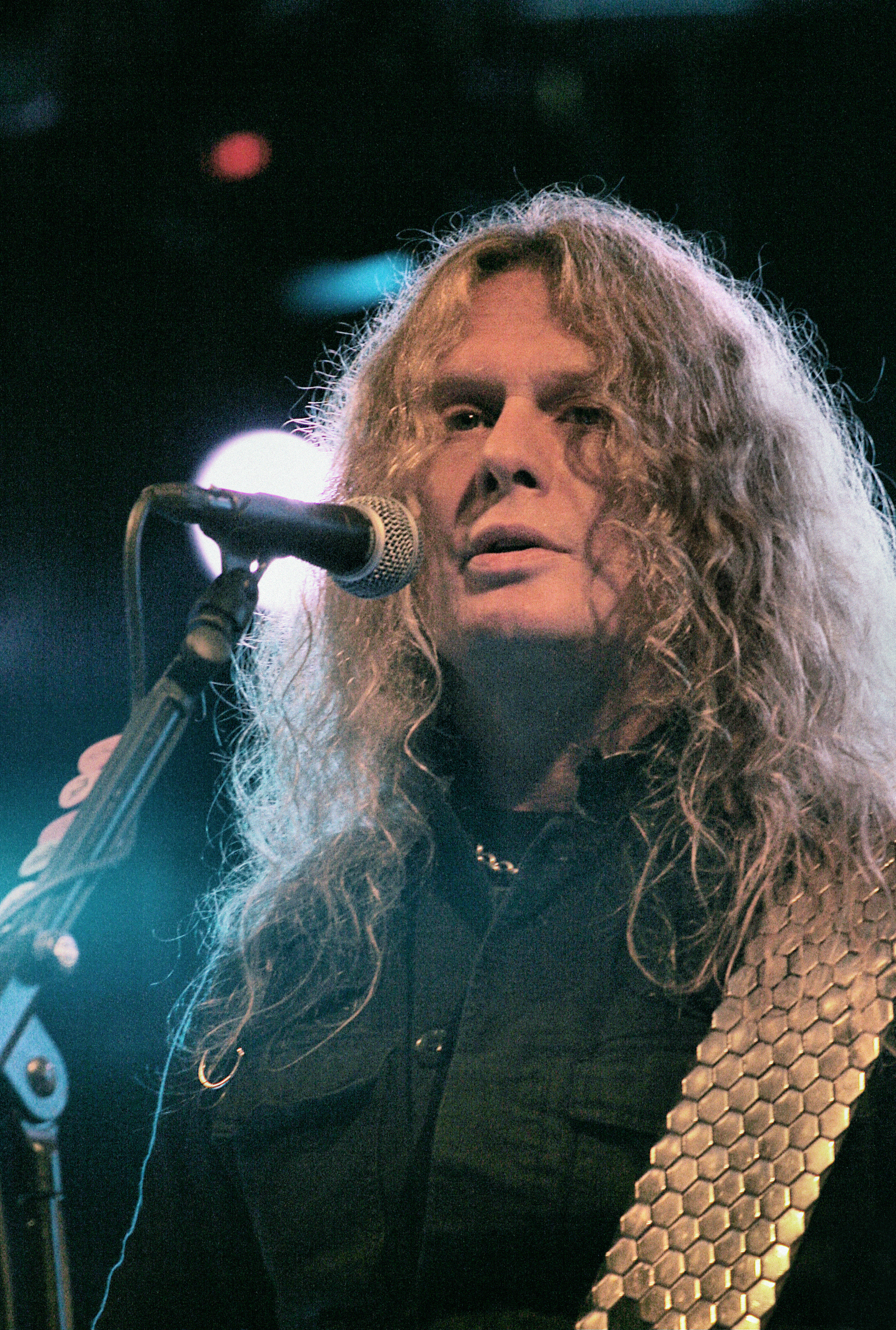
Джон Сайкс не устроил остальных участников группы своей дотошностью

История группы началась в 2011 году, когда барабанщик Майк Портной (Dream Theater, Adrenaline Mob) решил собрать новый музыкальный проект в формате трио. В должности басиста был утверждён Билли Шихэн (Mr. Big, группы Дэвида Ли Рота и Стива Вая), а на должность поющего гитариста был приглашён Джон Сайкс (Whitesnake, Thin Lizzy, Blue Murder, Tygers of Pan Tang). Во время работы над музыкальным материалом Сайкс был уволен из группы. Причиной этому событию стал разный подход музыкантов к развитию группы. Портной и Шихэн предпочли быстрое написание материала «методической» проработке песен, которой придерживался Сайкс. «Я не мог сидеть и ждать три года, пока мы будем делать альбом», — объяснял своё решение Портной. Кандидатуру Ричи Коцена (Mr. Big, Poison) на место ушедшего Сайкса предложил друг Майка Портного Эдди Транк (ведущий That Metal Show). Позже Шихэн удивлялся, почему сам не подумал о Ричи. «Я работал с Ричи многие годы. Не только в Mr. Big, но и впоследствии. Я до сих пор не понимаю, почему не вспомнил о нём. Ведь он был таким очевидным выбором», — говорил Билли. Таким образом, окончательный состав группы был утверждён в конце 2011 — начале 2012 года. Приход в группу Коцена изменил музыкальное направление коллектива. По утверждению Портного, итоговый материал полностью отличался от того, который они писали вместе с Джоном Сайксом.
Название The Winery Dogs предложил Коцен. У Портного был список, содержащий около пятидесяти возможных названий, но выбор был сделан в пользу варианта Ричи. The Winery Dogs – так много лет назад называли собак, которых держали для охраны виноградников от бродячих животных. Рассуждая о названии группы, музыканты говорят, что они  «защищают старые каноны рок-музыки», подобно тому, как собаки охраняли виноградники. По мнению музыкантов, многие артисты при создании музыки слишком много внимания уделяют программированию и семплам, тюнят вокал, при этом не используя свои инструменты по максимуму. The Winery Dogs же идут противоположным путём так, как это делали раньше. Портной также отмечает, что их название отсылает к «old school» рок-группам таким, как The Rolling Stones или The Black Crowes.
Свой дебютный альбом музыканты выпустили на лейбле Loud & Proud Records 23 июля 2013 года. Альбом получил название The Winery Dogs. Продюсированием и микшированием альбома занимался Джей Растон, также работавший с Anthrax, Stone Sour и Steel Panther. Демозаписи, позднее ставшие альбомом, музыканты записали в домашней студии Коцена. По словам группы, они всё сочинили очень быстро в духе «старой школы», просто поиграв несколько раз вместе в одной комнате. Альбом был продан тиражом более 10 000 экземпляров в первую неделю продаж и дебютировал на 27 позиции в чарте Billboard Top 200. Первый сингл с альбома, названный «Elevate», дебютировал на 30 позиции в чарте Mainstream Rock и несколько недель был самой популярной композицией на радио WDHA-FM (The Rock of New Jersey). В 2014 году было выпущено специальное двухдисковое издание альбома, включающее в себя живые записи с концерта в Японии, ранее неизданные треки и каверы, а также расширенный буклет. В том же году был выпущен бокс-сет, включающий демозаписи песен, сделанные группой в 2012 году, а также DVD с клипами и интервью. В буклет этой компиляции был включен студийный дневник Портного, который он вёл во время записи альбома.
2 октября 2015 года вышел второй альбом группы Hot Streak. Процесс создания «скелетов» материала прошёл также как и в случае с дебютным альбомом – в домашней студии Коцена во время совместных джемов. Первым синглом с альбома стал трек «Oblivion», появившийся, по словам музыкантов, из «упражнения Билли Шихэна на бас-гитаре». В декабре того же года группа приняла участие в благотворительном концерте, посвященном Тони Макалпину. 10 января 2016 года The Winery Dogs выложили на своей странице в Facebook кавер на песню Дэвида Боуи «Moonage Daydream». Трек был записан ещё во время записи дебютного альбома группы и должен был стать частью бонусного контента, но после смерти Боуи группа решила поделиться записью со слушателями.

The Winery Dogs в текущем составе
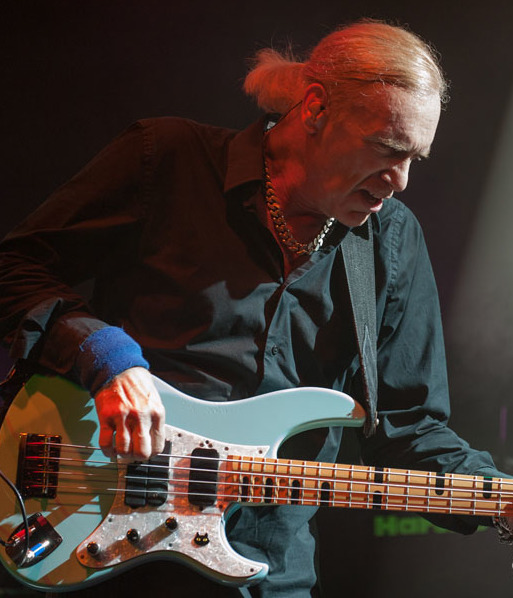
Билли Шихэн
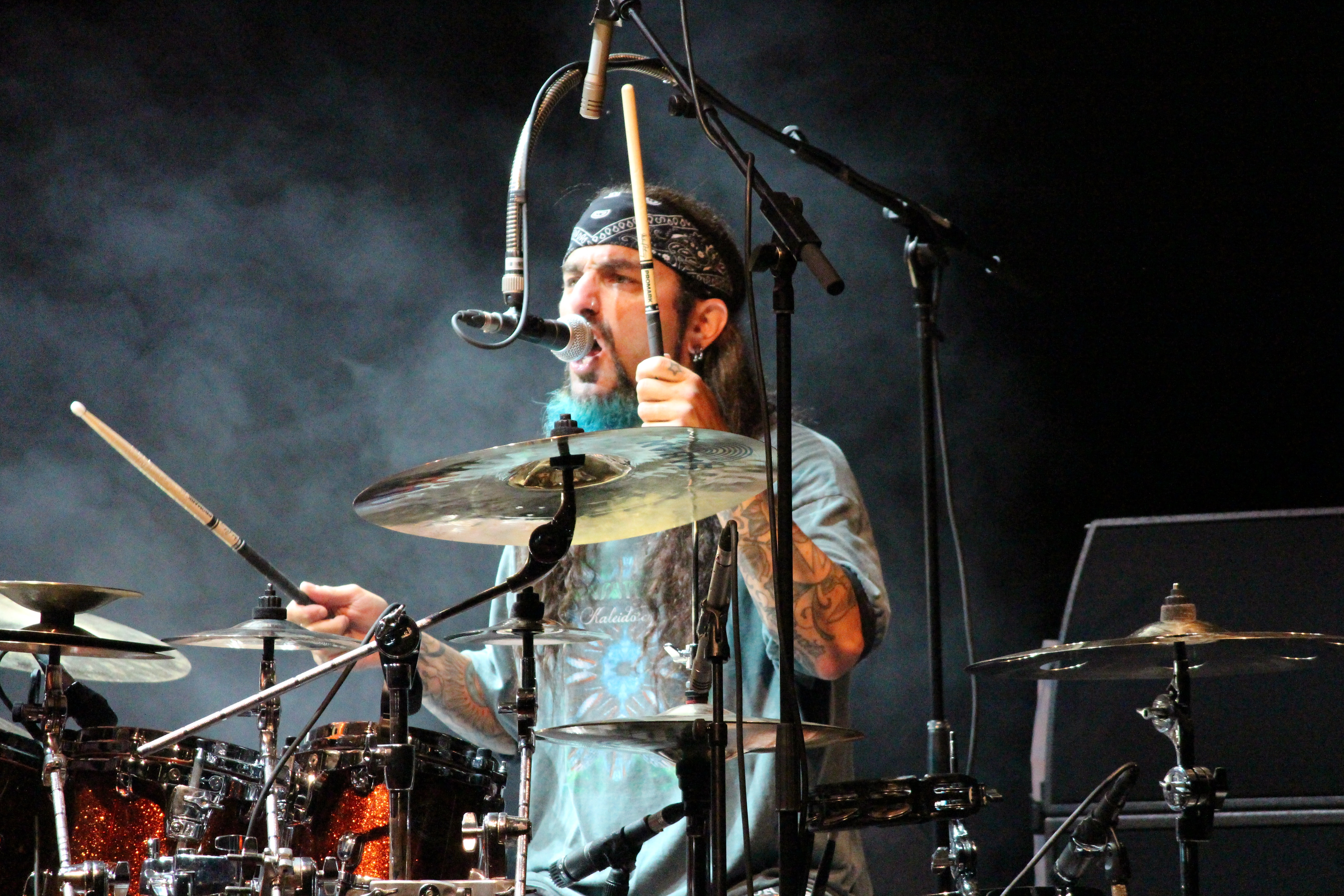
Майк Портной
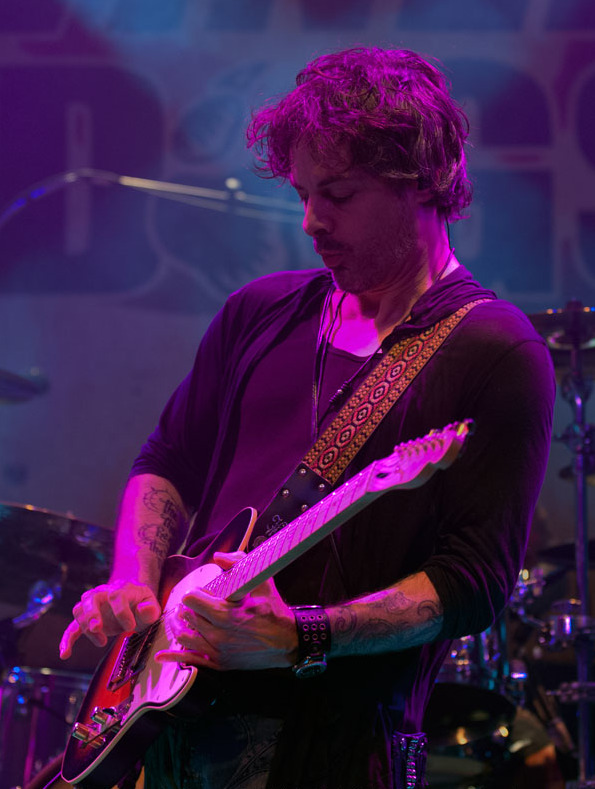
Ричи Коцен

## О группе
Отвечая на вопрос о стиле музыки, Майк Портной говорит, что она создается под влиянием классического рокового звука, таких групп и исполнителей, как Led Zeppelin, Cream, Джими Хендрикс, Grand Funk Railroad, немного Soundgarden, Alice in Chains, The Black Crowes и Ленни Кравица. Шихэн также в своих интервью упоминает Grand Funk Railroad и проводит параллели между ними и The Winery Dogs. Музыканты утверждают, что меньше всего хотели создать группу, играющую виртуозную музыку с уклоном в инструментальную часть, но понимали, что именно этого многие от них ждали. Одной из отличительных черт группы, по словам Майка, является то, что все её участники поют. Портной даже употребляет по отношению к группе такой термин, как «песне-ориентированная».
The Winery Dogs являются супергруппой, но сами музыканты осторожно относятся к этому определению. По словам Шихэна большинство супергрупп недолговечны и имеют внутренние проблемы, а также выигрывают за счёт заслуг прошлых коллективов своих музыкантов. Билли же говорит, что у The Winery Dogs  нет проблем в отношениях друг с другом и, что они «не собираются извлекать выгоду из того, что делали раньше». Коцен называет группу «командой», в которой не полагаются только «на одного парня», а работают все вместе. По словам Портного он смог в полной мере удовлетворить свои музыкальные желания (не ограничиваясь одним прогрессивом) только в The Winery Dogs.

## Dog Camp
В 2014 году The Winery Dogs открыли лагерь для музыкантов Dog Camp. Лагерь располагается на территории отеля Full Moon Resort в Биг Индиан в штате Нью-Йорк. Первое открытие лагеря состоялось 21 июля 2014 года и продлилось по 25 июля 2014 года. Программа посещения лагеря включает в себя мастер-классы профессиональных музыкантов, концерты и семинары на различные музыкальные темы как от самих The Winery Dogs, так и от приглашённых музыкантов. Так, например, перед выпуском альбома Hot Streak музыканты сыграли несколько песен с него на концерте в Dog Camp, и, по словам Шихэна, новый материал был принят публикой с восторгом. Идея открыть подобный лагерь пришла в голову менеджеру группы, а основой для идеи послужил тот факт, что Шихэн и Коцен ранее принимали участие в различных музыкальных лагерях, в частности в Rock and Roll Fantasy Camp.  По словам Коцена смысл лагеря в том, чтобы дать возможность музыкантам обменяться своими музыкальными идеями друг с другом. По словам Портного, лагерь помогает музыкантам наладить связь друг с другом, что является важным фактором в процессе создания музыки. За два года существования лагеря в его мероприятиях приняли участие такие музыканты как Джон Мойер (Disturbed, Adrenaline Mob), Дилан Уилсон и Майк Беннетт (оба из группы Ричи Коцена), Дэйв Вуд, Алекс Сколник (Testament), Дэвид Эллефсон (Megadeth). Программа лагеря постоянно расширяется. По словам Коцена, из года в год программа будет пополняться большим количеством музыкальных стилей, а уже затронутые темы будут освещаться ещё глубже и содержательнее.

## Состав группы

### Текущий состав
- Ричи Коцен — вокал, гитара, клавишные (c 2011)
- Билли Шихэн — бас-гитара, бэк-вокал (c 2011)
- Майк Портной — ударные, бэк-вокал (c 2011)

### Бывшие участники
- Джон Сайкс — вокал, гитара (2011)

## Дискография

### Студийные альбомы
- The Winery Dogs (2013)
- Hot Streak (2015)
- III (2023)

### Мини-альбомы
- Dog Years (2017)

### Концертные альбомы
- Unleashed in Japan 2013 (2013)
- Dog Years: Live in Santiago & Beyond 2013-2016 (2017)